# 霍恩西
霍恩西（Hornsea）是位於英格蘭東約克郡的一個海濱小鎮，這裡至少在中世紀早期就已經是一個定居點。1864年時霍恩西有了鐵路經過。據2011年人口普查，霍恩西有人口	8,432人。